# 1. deild islandzka w piłce nożnej (1963)
Sezon 1963 był 52. sezonem o mistrzostwo Islandii. Drużyna Fram nie obroniła tytułu mistrzowskiego, zdobył go natomiast zespół KR, zdobywając piętnaście punktów w dziesięciu meczach. W tym sezonie po raz pierwszy mistrz Islandii uzyskiwał kwalifikację do Pucharu Europy. Po sezonie spadł zajmujący ostatnie miejsce zespół ÍBA Akureyri.

## Drużyny
Po sezonie 1962 z ligi spadł zespół ÍB Ísafjörður, z 2. deild awansowała natomiast drużyna Keflavík wobec czego do sezonu 1963 ponownie przystąpiło sześć zespołów.
| Uczestnicy poprzedniej edycji                                                                                 | Uczestnicy poprzedniej edycji | Uczestnicy poprzedniej edycji | Uczestnicy poprzedniej edycji |
| --- | ----------------------------- | ----------------------------- | ----------------------------- |
| FRA | Fram                          | 1                             |                               |
| VAL | Valur                         | 2                             |                               |
| ÍA | Akraness                      | 3                             |                               |
| KRE | KR                            | 4                             |                               |
| ÍBA | ÍBA Akureyri                  | 5                             |                               |
| Awans z 2. deild                                                                                              |                               |                               |                               |
| ÍBK | Keflavík                      | 1                             |                               |
| Oznaczenia: - kolumna pierwsza – skróty nazw drużyn, - kolumna trzecia – miejsce zajęte w poprzednim sezonie. |                               |                               |                               |

## Tabela
| Lp. | Drużyna          | M  | Z | R | P | Bramki | Bramki | Różn. | Pkt | Uwagi                         |
| --- | ---------------- | -- | - | - | - | ------ | ------ | ----- | --- | ----------------------------- |
| 1   | KR (M)           | 10 | 7 | 1 | 2 | 27     | 16     | +11   | 15  | Puchar Europy • Runda wstępna |
| 2   | Akraness         | 10 | 6 | 1 | 3 | 25     | 17     | +8    | 13  |                               |
| 3   | Valur            | 10 | 4 | 2 | 4 | 20     | 20     | 0     | 10  |                               |
| 4   | Fram             | 10 | 4 | 1 | 5 | 11     | 20     | −9    | 9   |                               |
| 5   | Keflavík         | 10 | 3 | 1 | 6 | 15     | 19     | −4    | 7   |                               |
| 6   | ÍBA Akureyri (S) | 10 | 2 | 2 | 6 | 16     | 22     | −6    | 6   | Spadek do 2. deild            |

## Wyniki
| Gospodarz \ Gość | ÍA  | FRA | ÍBA | ÍBK | KRE | VAL |
| Akraness         |     | 5:2 | 3:1 | 4:2 | 2:1 | 1:2 |
| Fram             | 2:2 |     | 1:0 | 1:0 | 2:5 | 1:0 |
| ÍBA Akureyri     | 1:3 | 1:2 |     | 0:2 | 1:2 | 2:1 |
| Keflavík         | 2:1 | 2:0 | 2:4 |     | 1:2 | 1:1 |
| KR               | 3:1 | 2:0 | 2:2 | 3:2 |     | 7:2 |
| Valur            | 1:3 | 3:0 | 4:4 | 3:1 | 3:0 |     |

Źródło: Knattspyrnusamband Íslands (isl.)
Objaśnienia:
1Drużyna gospodarzy jest wymieniona po lewej stronie tabeli.
Kolory: zielony – zwycięstwo gospodarzy, żółty – remis, różowy – zwycięstwo gości.

## Najlepsi strzelcy
| Bramki | Strzelcy              | Drużyna      |
| ------ | --------------------- | ------------ |
| 9      | Skúli Hákonarson      | Akraness     |
| 7      | Ellert B. Schram      | KR           |
| 7      | Gunnar Felixson       | KR           |
| 7      | Sigþór Jakobsson      | Akraness     |
| 6      | Ingvar Elísson        | Akraness     |
| 6      | Steingrímur Björnsson | ÍBA Akureyri |